# فريدريش كاسيمير مديكوس
فريدريش كاسيمير مديكوس (1736-1808) (بالإنجليزية: Friedrich Kasimir Medikus)‏ هو عالم نبات ألماني.
من النباتات التي وصفها:
- بان مأكول
- بريط متأخر
- تفاح شجيري
- دفلى سيبيرية
- قنصور أحمر
- لافترية بيضاء
- لانتانا لامعة
- لانتانا مصفرة